# Carmen Vilches
Carmen Vilches (Copiapó, siglo XIX-¿?) fue una militar chilena y cantinera del Ejército de Chile durante la Guerra del Pacífico. Es conocida por su desempeño en la batalla de Los Ángeles.

## Historia
Formó parte del Batallón de Mineros de Atacama y luchó en la toma del fuerte de Los Ángeles el 22 de marzo de 1880. Fue una de las primeras en llegar a la cima, donde se batió con soldados peruanos haciéndola destacar de entre el batallón. Fue tanta su hazaña que su comandante envió un informe al general Manuel Baquedano donde agradeció su labor.

Creo un deber de mi parte hacer presente a UD. que los méritos de la cantinera Carmen Vilches, dando agua y atendiendo a los que caían rendidos, como igualmente peleando en el asalto de la cuesta de Los Ángeles con su rifle e infundiendo ánimo a la tropa con su presencia y singular arrojo, obligan nuestra gratitud y la hacen acreedora de un premio especial.
Comandante Juan Martínez.

Se ganó el apodo de las Bombachas Coloradas cuando clavó sus bombachas rojas en una lanza y alentó a su regimiento para que llegasen con ella a la cima. Una vez que la batalla se ganó, no fue una bandera la que se clavó en lo alto, sino que fueron las bombachas rojas del uniforme de Vilches.

## Homenajes
El grupo musical Los Cuatro Cuartos dedicó su canción «Las bombachas coloridas» a Carmen Vilches. También en su ciudad natal se encuentra una calle con su nombre.